# Lebrija (kommun)
Lebrija är en kommun i Spanien.   Den ligger i provinsen Provincia de Sevilla och regionen Andalusien, i den sydvästra delen av landet, 400 km sydväst om huvudstaden Madrid. Antalet invånare är 27 267. Arean är 372 kvadratkilometer. Lebrija gränsar till El Cuervo de Sevilla, La Puebla del Río, Las Cabezas de San Juan, Jerez de la Frontera, Trebujena, Espera och Arcos de la Frontera. 
Terrängen i Lebrija är huvudsakligen platt, men åt sydost är den kuperad.